# 無名戰士 (2017年電影)
無名戰士（芬蘭語：Tuntematon sotilas）是一部2017年芬蘭戰爭劇情片獨立電影，改編自同名小說《无名战士》，導演為阿库·洛希米耶斯。電影講述第二次世界大戰期間，芬蘭為了收復在冬季戰爭失去的土地而與蘇聯進行繼續戰爭。電影首映日為2017年10月27日，同年亦是芬蘭建國100週年，電影獲得好壞參半的評價，獲得票房收入為1350萬歐元，是芬蘭史上最賣座的電影。

## 劇情
1941年6月，巴巴羅薩行動展開，芬蘭同時進攻蘇聯，電影以一支機槍連在沼澤地進攻為開場。安蒂·罗卡奉命加入機槍連隊作為人員補給，在經過數次戰事後，芬軍已收復卡累利阿並向舊邊界推進，並佔領了彼得罗扎沃茨克。連隊奉命守住斯維里河，抵擋蘇軍的反攻，罗卡以一支索米M1931冲锋枪單人匹馬阻止一隊50人的紅軍在側翼進攻。接著在1942至1943年間，展開了堑壕战，期間士兵在這裡慶祝卡尔·古斯塔夫·埃米尔·曼纳海姆生日和聖誕節。罗卡介紹一名新兵如何在壕溝作戰和觀察，但該新兵不久後便陣亡。
1944年維堡-彼得羅扎沃茨克攻勢，芬軍節節敗退，連上多人傷亡，包括上尉連長，而一架運載傷兵的醫療車遭到伏擊。縱使機槍連奉命守住防線，但中尉副連長認為只是徒勞，下令連隊丟棄重機槍並撤退。撤退期間遭到蘇軍另一次攻擊，副連長在阻止對方坦克前進而犧牲。最後雙方在1944年9月停火，電影以真實歷史片段結尾。

## 外部連結
- 官方网站
- 互联网电影数据库（IMDb）上《The Unknown Soldier》的资料（英文）